# Трудовка (Кировоградская область)
Трудовка (укр. Трудівка) — село в Попельнастовской сельской общине Александрийского района Кировоградской области Украины.
Население по переписи 2001 года составляло 129 человек. Почтовый индекс — 28050. Телефонный код — 5235. Код КОАТУУ — 3520382404.